# 转基因动物
转基因动物（transgenic animal）指用人工方法将外源基因导入或整合到其基因组内，并能将此外源基因稳定的遗传给下一代的一类动物。由于转基因动物体系打破了自然繁殖中的种间隔离，使基因能在种系关系很远的机体间流动，它将对整个生命科学产生全局性影响。因此，转基因动物技术在1991年第一次国际基因定位会议上被公认是遗传学中继连锁分析、体细胞遗传和基因克隆之后的第四代技术，被列为生物学发展史上126年中第14个转折点。